# Saw Something/Deeper and Deeper
«Saw Something/Deeper and Deeper» es el sexto disco sencillo del vocalista de Depeche Mode Dave Gahan, publicado sólo en Europa en 2008; el segundo desprendido de su álbum solista Hourglass de 2007.
Saw Something y Deeper and Deeper son dos temas compuestos por Dave Gahan, Christian Eigner y Andrew Phillpott, quienes también hicieran mancuerna en los álbumes de Depeche Mode Playing the Angel de 2005 y Sounds of the Universe de 2009.
En realidad es el segundo sencillo doble del cantante tras de Bottle Living/Hold on de su primer álbum solista Paper Monsters de 2003. Curiosamente, aun a diferencia de los tres sencillos doble A de Depeche Mode, Saw Something/Deeper and Deeper si presenta adicionalmente lado B, el tema Love Will Leave también de Gahan, Eigner, Phillpott.

## Descripción

### Saw Something
Saw Something es una función romántica sentada sobre una melodía electrónica, complementada con guitarra eléctrica y la batería acústica, aunque resalta sobre todo la letra de Gahan logrando un poema más profundo y onírico con lo cual mostró una mayor seguridad y evolución como compositor.
Como curiosidad la melodía básica es la misma del tema I Want It All del álbum Playing the Angel de Depeche Mode.

### Deeper and Deeper
Deeper and Deeper es un tema sumamente endeudado con un sonido drum and bass con un sampler de percusión a velocidad constante, y una letra salvaje sobre lo profundo de un sentimiento.

## Formatos

### 7 pulgadas
Mute 398
1. Saw Something (versión sencillo) – 5:14
2. Deeper and Deeper (Shrubbn!! versión sencillo)

### 12 pulgadas
12 Mute 398
1. Saw Something (versión sencillo)
2. Deeper and Deeper (Juan MacLean dub)
3. Deeper and Deeper (Shrubbn!! versión sencillo)
4. Love Will Leave (Kap10kurt remix)

### CD
LCD Mute 398
1. Saw Something (versión sencillo)
2. Deeper and Deeper (Shrubbn!! versión sencillo)
3. Love Will Leave (Dash Shadow's rewerk)
4. Deeper and Deeper (Juan MacLean club mix)

### Descarga digital
1. Saw Something (versión sencillo) – 5:14
2. Deeper and Deeper (Shrubbn!! versión sencillo)

## Vídeo promocional
Saw Something fue dirigido por Barney Clay.
Deeper and Deeper no tuvo video promocional.

## En directo
Ambos temas tan sólo ha sido interpretada por Gahan en una presentación promocional única en la ciudad de Nueva York el 23 de octubre de ese mismo año, la cual es la disponible en el EP digital Live from SoHo.
- Datos: Q548965